# Kašperské Hory
Kašperské Hory (en allemand : Bergreichenstein) est une ville du district de Klatovy, dans la région de Plzeň, en République tchèque. Sa population s'élevait à 1 394 habitants en 2024.

## Géographie
Kašperské Hory est située à 34 km au sud-est de Klatovy, à 68 km au sud-sud-est de Plzeň et à 122 km au sud-ouest de Prague.
La commune est limitée par Dlouhá Ves et Sušice au nord, par Nezdice na Šumavě, Nicov et Stachy à l'est, par Horská Kvilda au sud, et par Rejštejn et Hartmanice à l'ouest.

## Histoire
La première mention écrite de la localité date de 1337. La ville est le terminus d'une des trois branches du Sentier d'or qui acheminait le sel depuis Passau, en Bavière.

### Le château
Le château de Kašperk est un édifice gothique élevé en 1356 sur les ordres de Charles IV à la pointe nord-est de la ville sur le mont Zámecký vrch. L'empereur le fait construire pour défendre la frontière avec la Bavière, les mines d'or et la nouvelle terminaison mise en place du Sentier d'or, voie réservée au transport du sel, depuis Passau, en Bavière. En 1616, le château est acheté par la ville de Reichenstein, ancienne dénomination de Kašperské Hory. Puis le château se délabre. Abandonné, son état empire, il tombe en ruine jusqu'au début du XXe siècle. Sa reconstruction, entamée au début des années 1970, est spectaculaire.

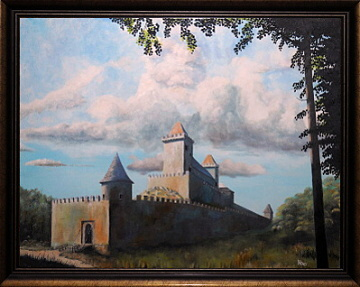
Représentation artistique du château
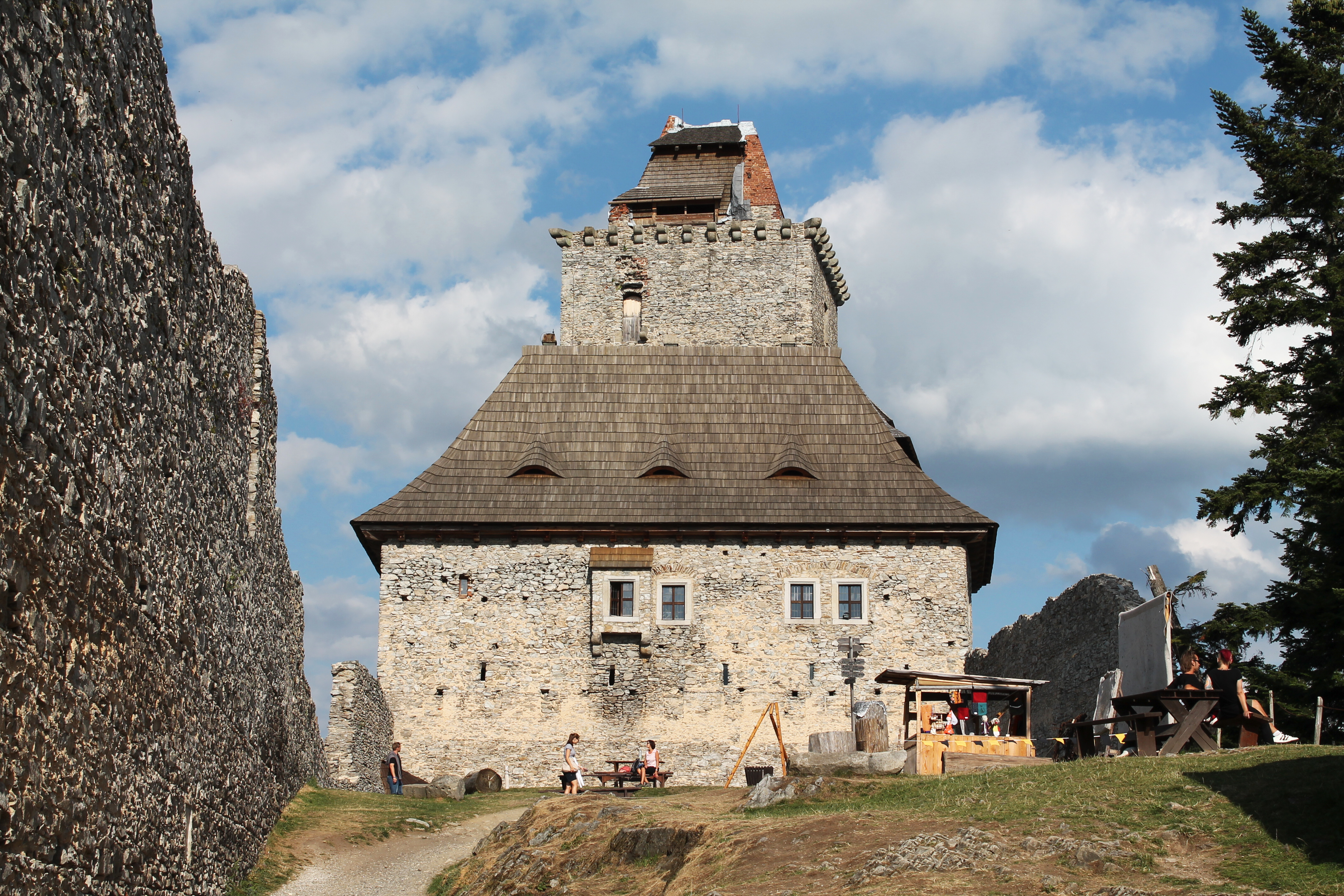
Cour du château
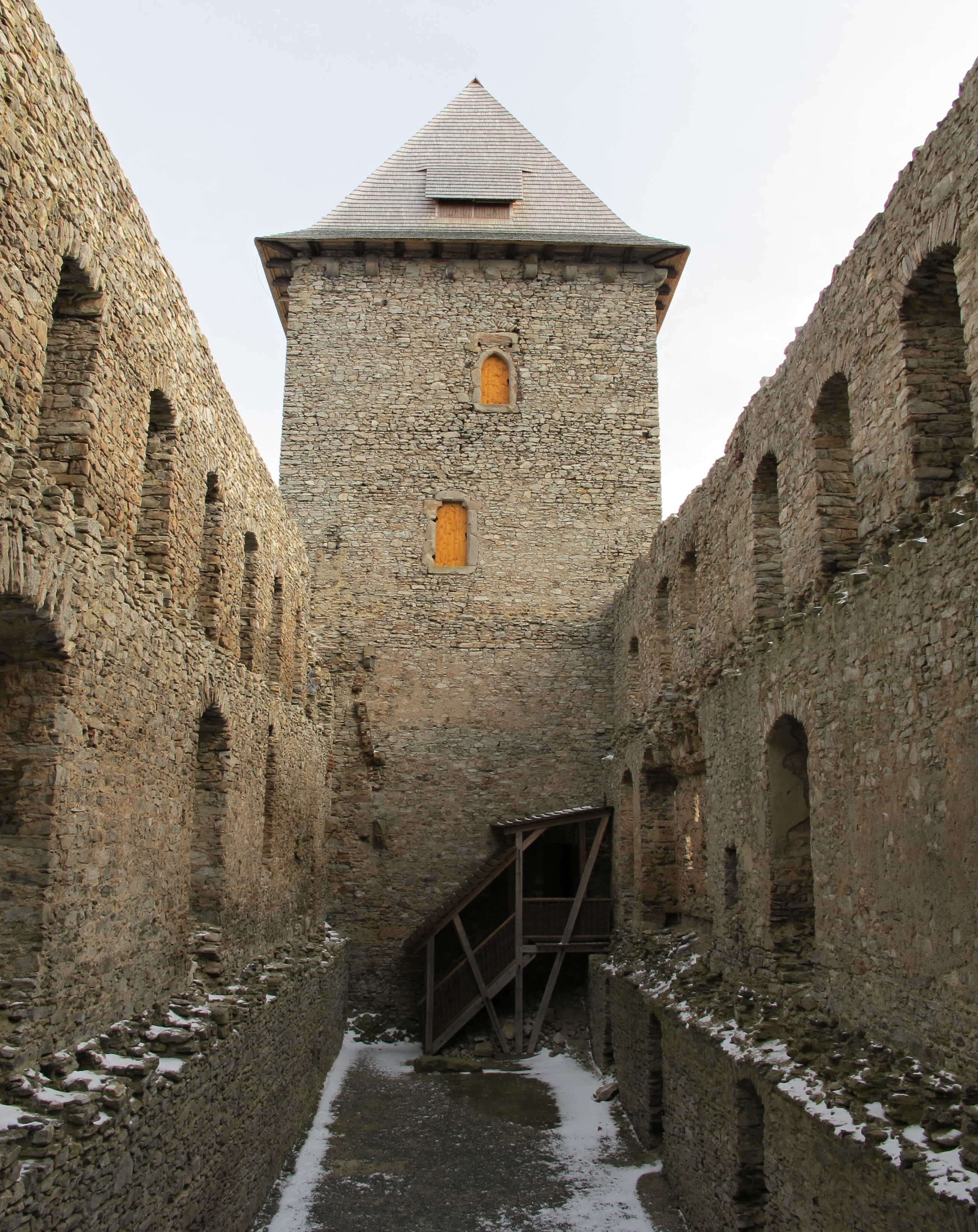
Interiér torza paláce
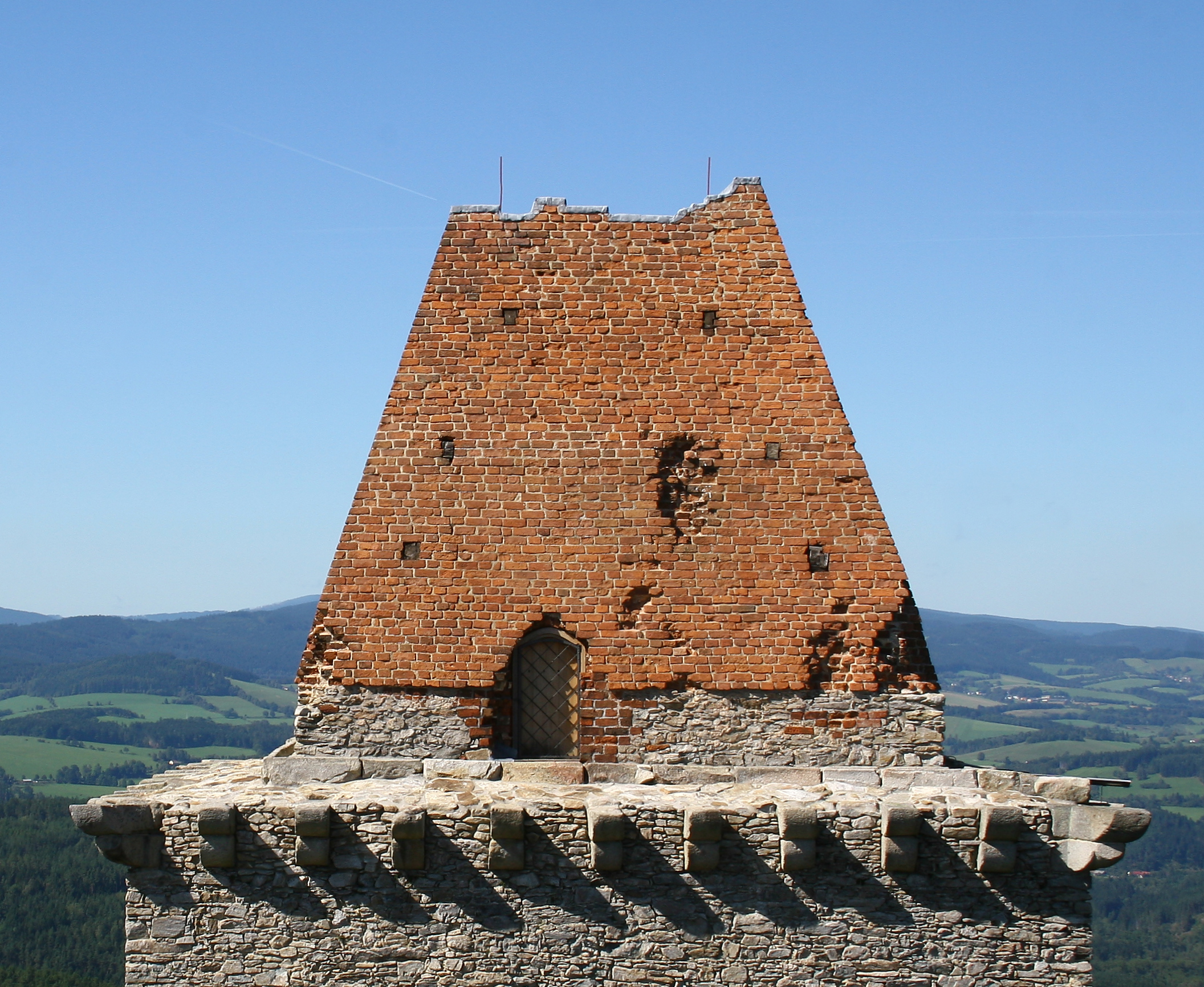
Toit en brique de la tour ouest
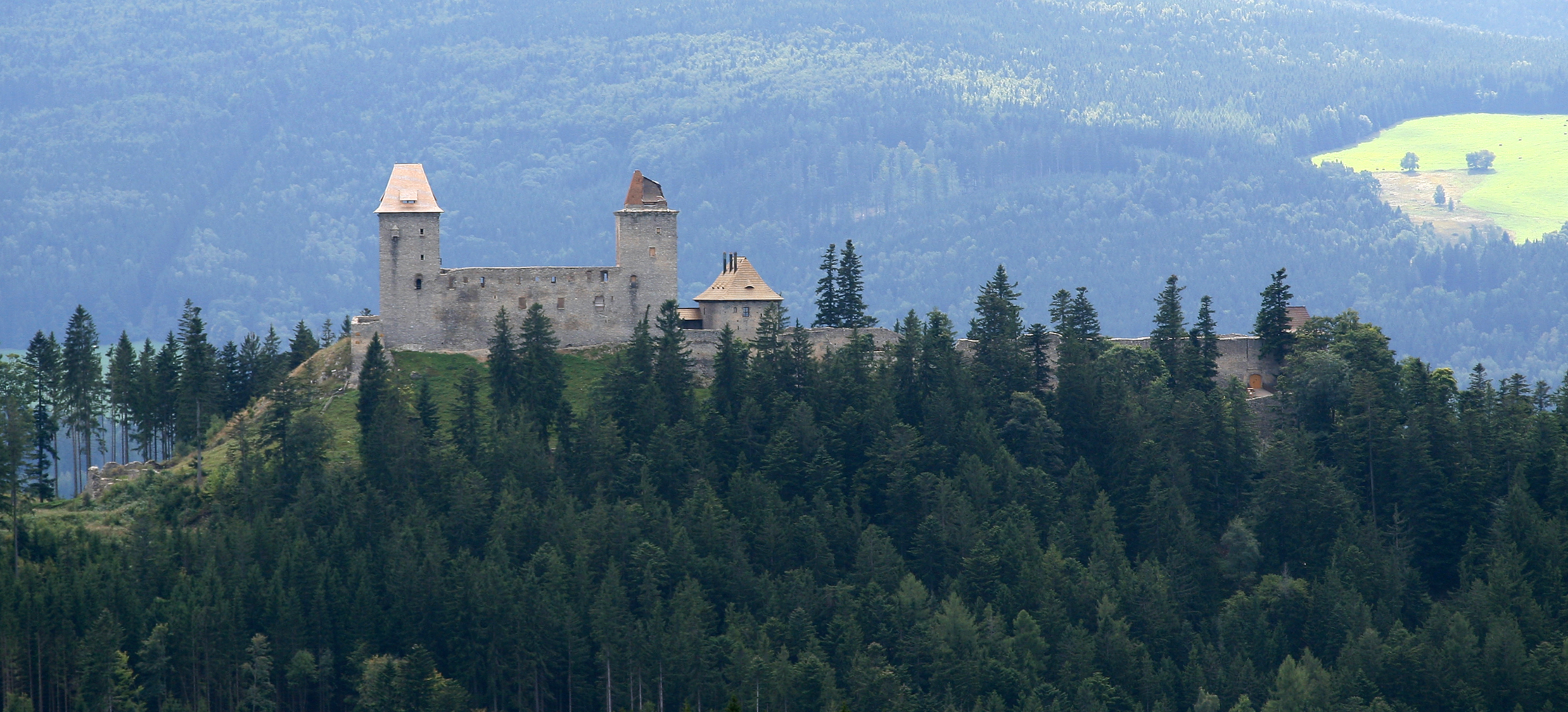
Le château, côté nord, vu depuis le mont Sedlo
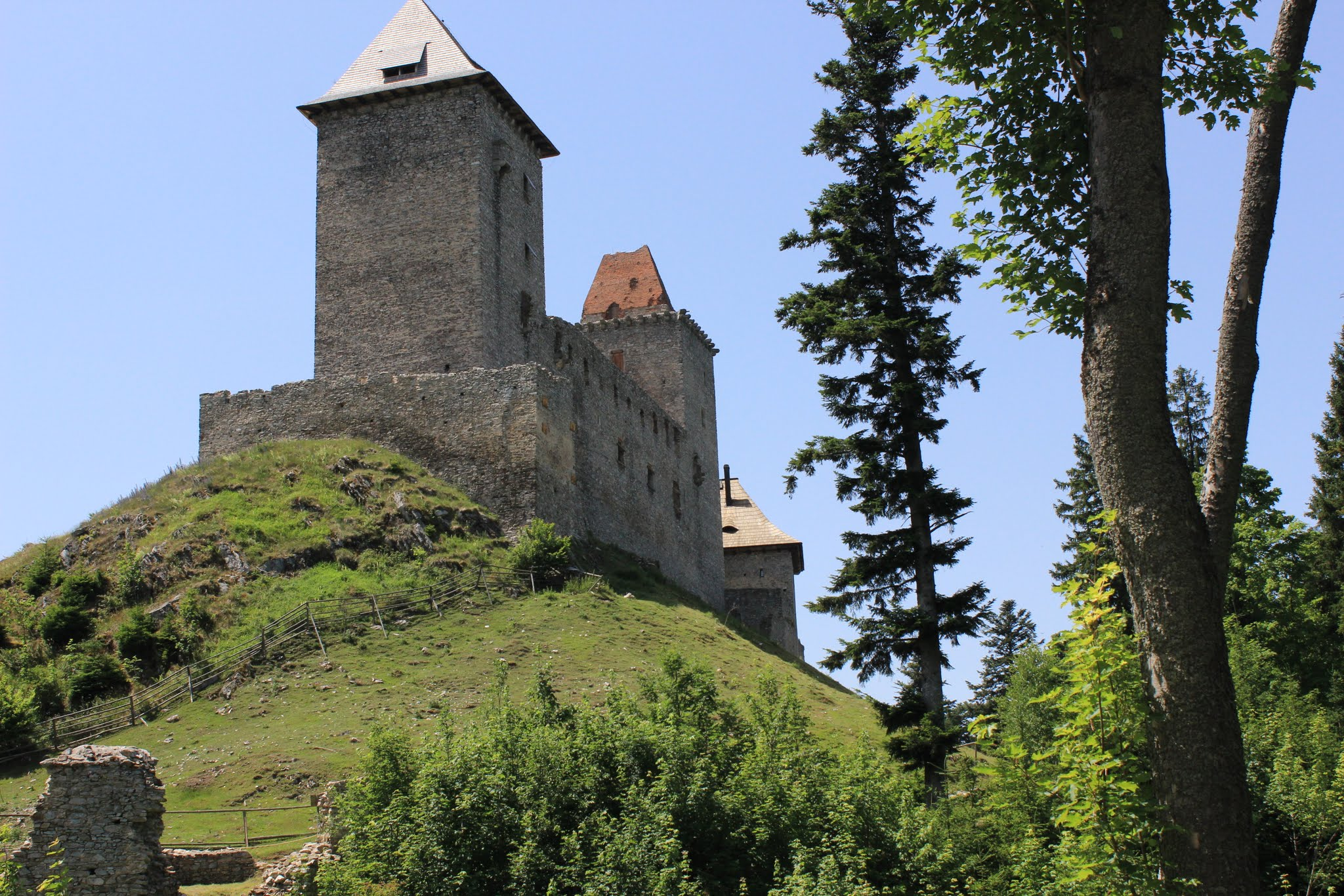
Panorama du château

## Administration
La commune se compose de huit sections :
- Červená u Kašperských Hor
- Dolní Dvorce u Kašperských Hor
- Kašperské Hory
- Kavrlík
- Lídlovy Dvory (comprend le hameau de Podlesí)
- Opolenec
- Tuškov
- Žlíbek

## Galerie

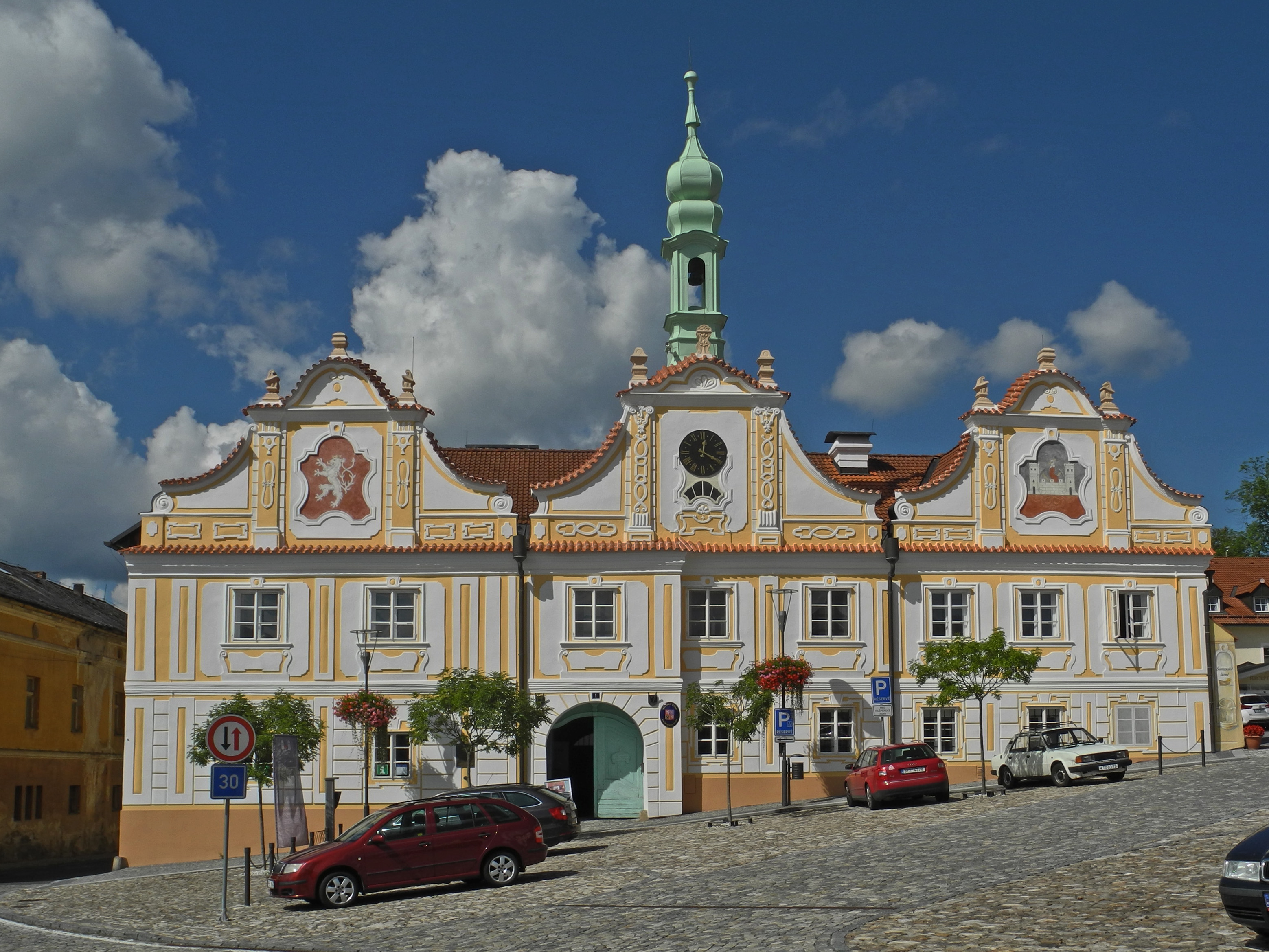
Hôtel de ville.
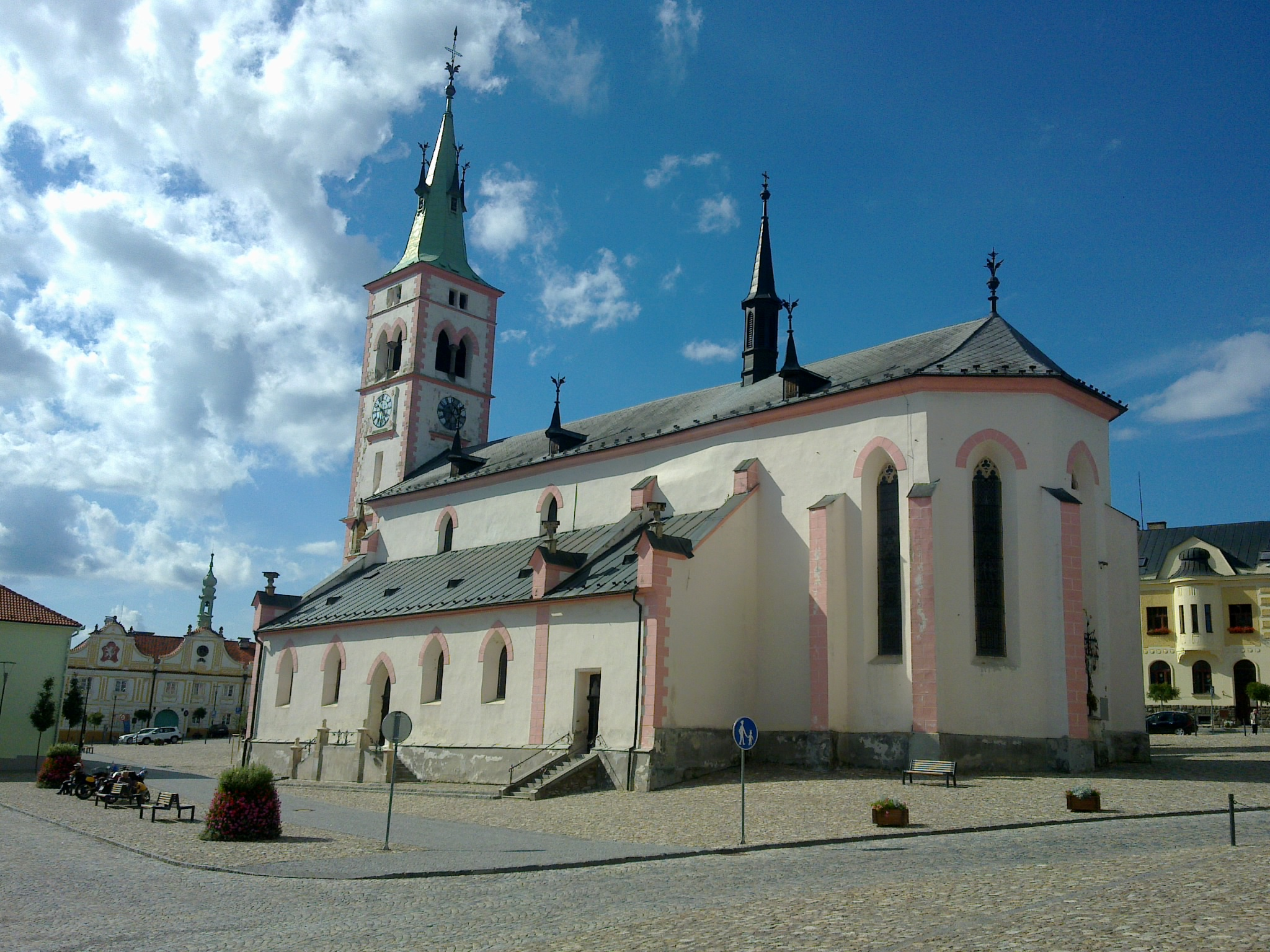
Église Sainte-Margaret.

## Transports
Par la route, Kašperské Hory se trouve à 13 km de Sušice, à 43 km de Klatovy, à 86 km de Plzeň et à 147 km de Prague.

## Jumelage
- Grafenau (Bavière)  (Allemagne)